# ゲオルゲ・クク
ゲオルゲ・クク（ルーマニア語: Gheorghe Cucu、1882年2月11日 ヴァスルイ県プイェシュティ・トゥルグ（Pueşti-Tîrg、現・プイェシュティ） - 1932年8月24日 ブクレシュティ）は、ルーマニアの作曲家。

## 経歴
1882年、ルーマニア王国・ヴァスルイ県プイェシュティ・トゥルグで生まれた。

## 作曲作品とその評価
ルーマニアの合唱分野のクラシック音楽に特に業績を残した。その音楽性は、非対称なリズム、教会旋法の使用、伝統的な聖歌に基づいていることに特徴付けられる。
正教会の聖歌も作曲した。代表作品に『聖金口イオアン聖体礼儀』がある。正教会の聖歌は無伴奏声楽が原則であり、この作品も無伴奏声楽となっている。ククはルーマニア人であり、この聖歌作品もルーマニア語で作曲されている。

## 主要出典
- CD『Gherghe Cucu: Orthodox Liturgy (ELCD 123, 1992 Electrecord) - TIMISOARA CHORUS（ティミショアラ合唱団）』付属の英文解説